# Ункильо
Ункильо (исп. Unquillo) — город и муниципалитет в департаменте Колон провинции Кордова (Аргентина).

## История
Город возник как место, где жители Кордовы строили домики для летнего отдыха.

## Знаменитые уроженцы
- Давид Налбандян (род.1982) — аргентинский теннисист, экс-третья ракетка мира в одиночном разряде.